# Clouay
Clouay est une ancienne commune de la Manche réunie à Saint-Jean-de-Savigny en 1812.

## Géographie
Clouay se situe au nord-ouest de Saint-Jean-de-Savigny.

## Toponymie
Le nom de l'ancienne commune de Clouay est attesté en 1254 sous les formes de Cloeio en 1254 et de Cloeyo en 1350. Il a une origine germanique, « domaine de Hlodo » (avec suffixe en -acum).

## Histoire
En 1640, on note l'existence de trois (ou peut-être quatre) fiefs à Clouay :
- le fief de Rochefort, possédé par noble seigneur Jacques de Faoucq, sieur de Jucoville.
- le fief de Cavelande, possédé par le même sieur de Jucoville.
- le fief de Clouay, appartenant aux herittiers de feu Estienne Le Doulcet, vivant escuyer, sieur de Clouay.

En 1812, Saint-Jean-de-Savigny (546 habitants en 1806) absorbe Clouay (119 habitants)

## Administration
| Période | Période | Identité | Étiquette | Qualité |
| --- | ------- | -------- | --------- | ------- |
| Une partie des données est issue de liste établie par issue de l'ouvrage "601 communes et lieux de vie de la Manche" |         |          |           |         |

## Démographie
| 1793 | 1800 | 1806 |
| ---- | ---- | ---- |
| 65   | 108  | 119  |

## Lieux et monuments
- Le château de Rochefort.
- La chapelle de Clouay est située à côté du château (XVIIIe).